# Explosivos primários e secundários
Primário e Secundário são as duas distintas classificações de explosivos.
Um explosivo primário é um explosivo que é extremamente sensível ao estímulo, tal como impacto, fricção, calor, percussão, ou fontes eletrostáticas de inicialização de sua detonação. Dois exemplos são a azida de chumbo e o estifnato de chumbo. Eles são frequentemente usados em detonadores ou para disparador de maiores quantidades dos menos sensíveis explosivos secundários.
Explosivos secundários são menos sensíveis e entretanto, largamente usados em uma maior variedade de aplicações. Exemplos de explosivos secundários incluem o TNT e o RDX.

## Explosivos primários
Como uma regra geral, explosivos primários são considerados aqueles compostos que são mais sensíveis que o PETN. Como uma medida prática, explosivos primários são suficientemente sensíveis que podem ser confiavelmente iniciados (detonados) com o impacto de um martelo; porém, o PETN pode normalmente ser iniciado desta maneira, então tal critério é somente um bom padrão a ser seguido. Adicionalmente, vários compostos, tais como o tri-iodeto de nitrogênio, são tão sensíveis que eles não podem ser manuseados sem detonação.
Um número de explosivos primários são comumente usados em detonadores para transferir um sinal (elétrico, choque, ou em caso de sistemas de detonação por laser, luz) em uma ação, ou seja, uma explosão. Uma pequena quantidade - usualmente miligramas - é suficiente para iniciar uma grande carga de explosivo que é normalmente seguro de ser manuseado.
Explosivos primários incluem:
- Hexametileno-triperóxido-diamina (HMTD)
- Azida de chumbo[1]
- Estifnato de chumbo
- Picrato de chumbo
- Fulminato de mercúrio
- Tricloreto de nitrogênio
- Tri-iodeto de nitrogênio
- Azida de prata
- Acetileto de prata
- Fulminato de prata
- Azida de sódio
- Triperóxido de triacetona
- Complexos de tetramina cobre
- Diazodinitrofenol
- Azo-Clatratos
- Carbeto de cobre